# 美國青年飲酒問題

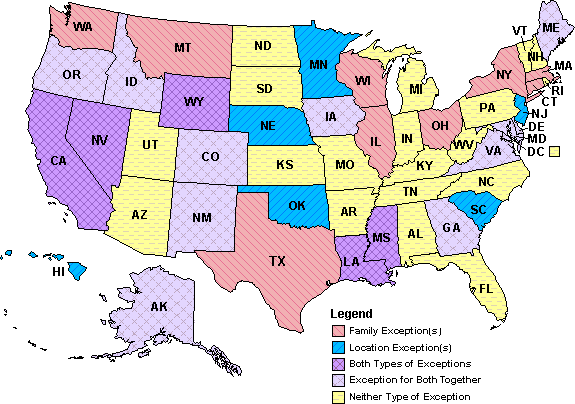
美國允許少於18歲的人飲酒的例外情況，各州/地區分佈（迄2007年1月1日為止）。

美國青年飲酒問題（英語：Alcohol consumption by youth in the United States of America）談的是美國18歲以下人口飲酒問題的總稱。
雖然美國各州和大多數地區購買酒精飲料的最低法定年齡為21歲（參見1984年全國最低飲酒年齡法案），但關於飲用的法律細節差異很大。雖然有些州對於18歲以下的人飲酒是完全禁止，但大多數州都有允許飲用的例外情況。
未成年人飲酒已成為一種主要是在關起門來進行的活動。通常情況是未成年飲酒者會在外出之前快速飲酒，避免他們的飲酒行為被發現，這通常被稱為熱身酒（pregaming，或另稱pre-partying）。 新聞工作者Brittany Levine在《今日美國》發表標題為“熱身酒”的文章中說，“在所有涉及熱身酒的飲酒事件中，80%在喝完熱身酒後，會再額外飲酒。”那些反對完全禁止未成年人飲酒的人，認為重要的是在受控環境中向未成年人提供酒精飲料，以便監督和指導，而不是讓未成年人自己實驗。有些父母會願意提供酒精飲料給自己的子女，如果是他們願意在受控環境中飲用。其中有31個州允許父母提供酒精飲料給自己的子女，而所有50個州均把為其他人的子女提供酒精飲料視為非法。許多司法管轄區已經頒布社交活動東道主條例（Social host ordinances），嘗試限制成年人在聚會的場合允許未成年人飲酒。在過去的十年中，社交活動東道主法或是條例大量增加，由於執法部門很難證明哪些成年人在自己家中提供酒精飲料給未成年人飲用，因此允許執法部門傳訊或是逮捕那些對聚會場所有控制權的成年人。對於這類案件由於舉證困難，一些州要求被告需做阻卻違法（積極抗辯），即被告必須證明這類飲酒屬於合法。

## 合法飲酒年齡
美國大多數州，在美國禁酒令解除之後均決定最低合法飲酒年齡為21歲，但美國憲法1971年的第二十六修正案允許18歲及以上的人有投票權，以及到越南服役參戰，因此有些州也把合法飲酒年齡降低。然而雷根總統受反對酒駕母親聯盟（MADD）和清除醉酒司機 (RID) 等團體影響，在1984年決定簽署《全國最低飲酒年齡法案》，強制執行21歲方得飲酒的法令。
雷根總統相信這樣做可把與酒後開車有關的事故數量降低，他說合法飲酒年齡在21歲以上的州沒有那麼多酒駕事故。他說雖然他希望各州自己立法來提高飲酒年齡，但他必須實施一項聯邦法律來避免有流血邊界情事，即青少年開車到最近，有較低合法飲酒年齡的州去喝酒。雷根威脅各州說如果不把飲酒年齡提高到21歲的話，聯邦政府會把5%的高速公路補助經費扣住。
2007年，當非營利組織“做負責任的選擇”開始推動把合法飲酒年齡降低，同時透過教育和制定規則以勸服人們在達到合法年齡之前該負責任地飲酒，在個人有資格購買、擁有、和飲用酒精飲料之前，必須完整地接受酒精教育課程，每位青少年都須通過期末考試才能取得飲酒許可。如果任何人在18歲之前有任何與酒精相關的違法行為，針對違法，就每次會處以延緩一年許可的待遇。這種運動讓美國的飲酒年齡爭論再度升溫。
擔任負責任選擇的主要發起人麥卡德爾 在2008年連同10多所美國學院和大學的校長發起紫水晶倡議（參見紫水晶），這是一場對關乎現行酒類法律有效性的辯論運動。蓋洛普在2008年所做報告中說，18歲以上的人口群組中有77%反對把合法飲酒年齡降低到18歲。就目前而言，任何一州把合法購買或是持有酒精飲料降低的話，都會失去聯邦高速公路經費補助的5%。這種損失因州而異，範圍從600萬美元至1.5億美元不等。

## 預防方案
根據美國物質濫用與精神健康管理署（SAMHSA）所屬的藥物濫用預防中心主任Frances M. Harding的說法，“我們的目標是改變社會規範。” 

### 針對大學生的簡式酒精篩查與干預
針對大學生簡式酒精篩查與干預 (BASICS) 計劃包含對學生的簡式調查，以協助他們評估自己相對於其他學生的酒類使用情況。計劃還包括為學生提供的一或兩次諮詢課程，以提供支持，而不是對他們的酒精使用予以譴責。

### “說出來，他們會聽到的”
美國物質濫用與精神健康管理署發起一項“談話，他們會聽到你的”活動，其中包括一個手機行動應用程式，以幫助父母與他們的孩子就飲酒問題進行對話。

## 動機
總結未成年人會飲酒的動機，文化規範允許未成年人飲酒，而社會壓力則助長這種風氣。雖然合法飲酒年齡定為21歲，但到了18歲，或是進了大學，飲酒是文化上可接受的行為。這種文化規範的許可是許多大學生會忽視法律的主要原因。除了文化上的動機之外，社交活動時還會期望學生喝酒。通常，社交聚會主要是以飲酒為主。此外，除了感到需要喝酒才會受到群體的接納之外，酒醉還為會害羞或感覺不自在的學生提供足夠的酒膽來自得其樂。另一項主要因素是青少年生活在一個以飲酒為常態的家庭中。有些父母甚至會提供酒精飲料給子女喝。 在2005年所做的一項研究顯示study （页面存档备份，存于），有26%的成年人認為，如果有成年人在場，讓未成年人飲酒是可接受的行為。
那些支持降低合法飲酒年齡的人普遍認為，經常在進餐時，或與朋友相聚時，配合適量飲酒，比在如美國等沒有這類飲酒習慣的國家，所發生的暴飲行為更更可取，更健康。 這些觀點通常會導引到一種論點，即透過法律監督、限制、和引導健康的飲酒習慣，比完全禁止更有效和有益處。此外，有人認為酒精不當使用的發生，至少部分是由於嚴格的飲酒法律所造成。據說，如果不嚴格執行合法飲酒年齡規定，18歲以下的人有機會在進入大學之前學習如何飲酒，那麼青少年濫用的情況就會減少。布朗大學教授德懷特·B·希思指出，當合法飲酒年齡如21歲之高時，就會產生如“禁果”症候群的現象。在較低合法飲酒年齡的國家反而認為 “酒精飲料沒有什麼神秘之處。沒什麼大不了。” 許多支持者還說，與其立下嚴格的年齡限制，不如法律應該是漸進式，他們建議譬如必須通過測試才能獲得飲酒許可，或立下法律，例如歐洲對酒精飲料的種類或是飲酒場所的限制。
然而，對於那些主張維持甚至是強化現有酒類法律的人會引用過去的例子，他們認為當前因飲酒而產生相關的傷害和死亡已經夠糟糕。他們還認為，實施漸進式酒類法律或是教育計劃的做法是樂觀及不切實際。此外，他們提出酒後開車相關問題已在未達到合法年齡的人普遍發生，而降低年齡只會進一步促使這種習慣變本加厲，導致更多與酒精相關的問題發生。

## 統計

### 發生率

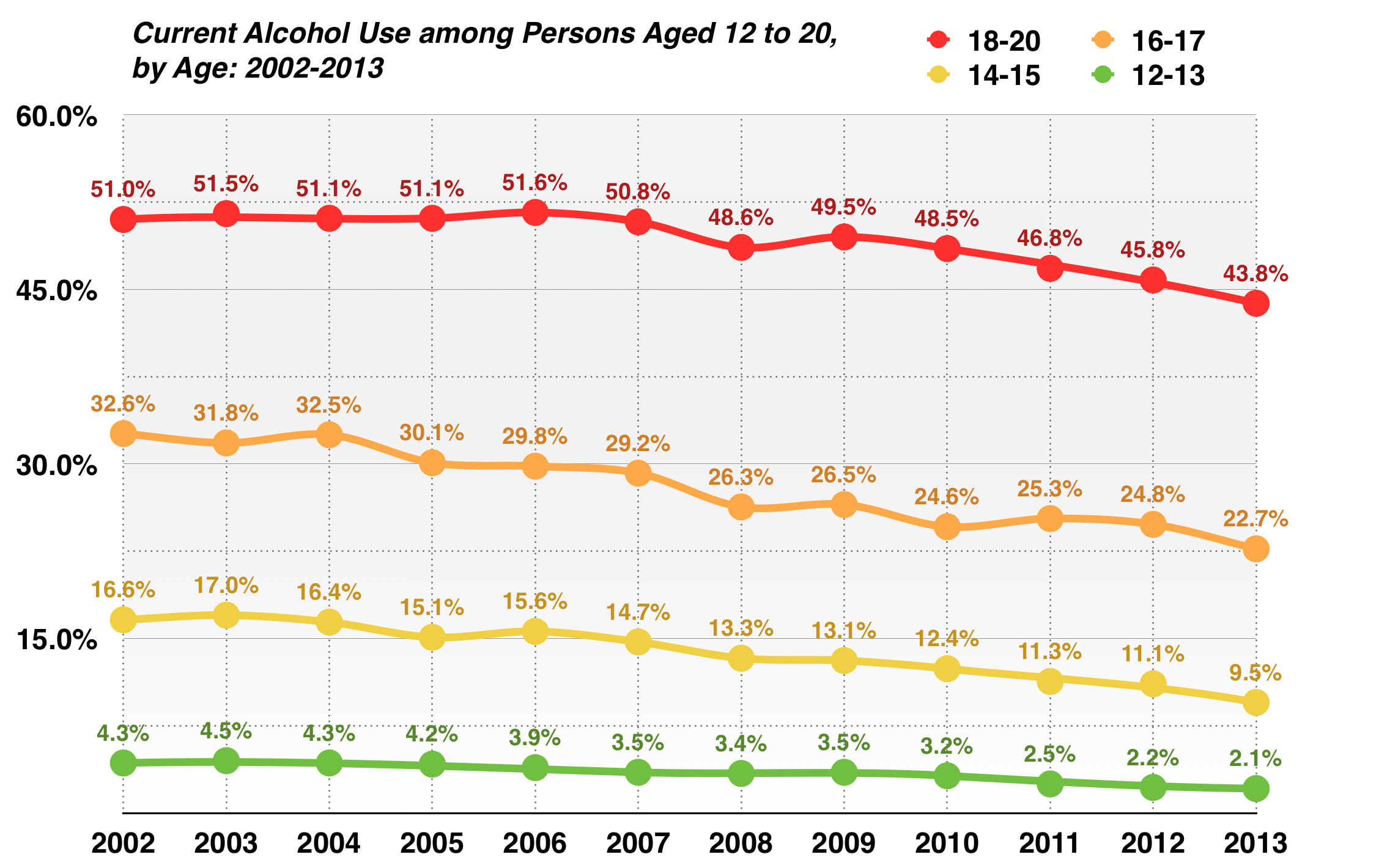
2013年，美國年齡在12到20歲間群組使用酒精比率
資料來源: SAMHSA

雖然未成年人飲酒的發生率仍然很高，但政府、大學和國家統計數據已經證實，在過去的30年裡，高中生的酒精使用和酗酒穩步下降，並且每年都在繼續下降。根據SAMHSA一項針對30,000名12至20歲的年輕人所做的研究，在2002年至2013年間，未成年飲酒者的百分比從 28.8%下降到 22.7%。未成年暴飲者從19.3%降到14.2%。 2014年12 月，密歇根大學所做的研究也發現有75%的高中生不贊成在週末過度飲酒。然而，酒精仍是美國年輕人最喜歡的物質，其次是烟草以及非法藥物。

### 取得酒精飲料
一項針對6,000 多名青少年的調查顯示（1）：
- 通常青少年和年輕人是從21歲或以上的人那裡取得酒精飲料。對高中生，第二個最常見來源是從21歲以下的人取得，而對18至20歲的人，第三個最常見來源是從酒類商店、酒吧、或餐廳購買（但這種銷售屬於違法）。
- 對於12年級的高中生，男孩比女孩更有可能從酒類商店、酒吧、或餐廳購買。
- 每週收入越高的青少年，就越有可能從商店、酒吧、或餐廳購買。
- 容易取得酒類飲料的場合是在聚會時，從兄弟姐妹，或是從其他21歲或以上的人那裡取得。[26]

年輕人買酒有多容易？
- 當年輕女性在酒類商店、雜貨店、或是便利店嘗試在不出示身份證的情況下購買啤酒時，成功率是47-52% (1, 2) ，並且在近80%的店家中，每3次嘗試，會有1次成功，有近25%的店家是嘗試3次，成功3次。(1)
- 當年輕女性在酒吧或餐廳嘗試在不出示身份證件的情況下購買啤酒時，有50%的成功率。(2)
- 當年輕的男性和女性在社區節日活動時，在不出示身份證的情況下購買啤酒時，有50%的成功率。[26](3)

## 外部連結
- California Department of Alcoholic Beverage Control Shoulder Tap Program （页面存档备份，存于）
- Choose Responsibility （页面存档备份，存于）
- The Century Council: Learn the Facts
- MADD Online: Stats & Resources （页面存档备份，存于）
- National Youth Rights Association （页面存档备份，存于）
- SAMHSA's "Talk. They Hear You." page （页面存档备份，存于）
- "#1 Party School" （页面存档备份，存于）. This American Life, December 18, 2009. This American Life examines the party (and therefore drinking) culture at Penn State.
- JSTOR 40271873 Alcohol, Marijuana, and Tobacco Use Patterns among Youth in Canada